# Gerrit van der Heide
Gerrit Daniel van der Heide (Rotterdam, 6 juni 1915 – Steenwijk, 18 september 2006) was een Nederlands journalist en expert op het gebied van scheepsarcheologie.

## Biografie
Van der Heide werd geboren in Rotterdam. Hij was van 1938 tot 1941 redacteur bij het Algemeen Dagblad en correspondent voor de Nieuwe Rotterdamse Courant. Hij schreef veel artikelen over de visserij op de Noordzee en Finland.
In 1946 werd hij assistent van Albert van Giffen bij het Biologisch-Archeologisch Instituut van de Rijksuniversiteit Groningen. Van 1948 tot 1974 was hij hoofd van het oudheidkundig bodemonderzoek in de IJsselmeerpolders. In 1974 werd hij adjunct-directeur en hoofd van de wetenschappelijke afdeling van het Zuiderzeemuseum.

## Onderscheidingen
- In 1946 ontving hij de Erepenning voor Verdiensten jegens Openbare Verzamelingen.[5]
- In 1977 werd hij benoemd tot ridder in de Orde van Oranje-Nassau.[6]

- Bibsys: 15045519
- Digitale Bibliotheek voor de Nederlandse Letteren: heid003
- Gemeinsame Normdatei: 172130948
- International Standard Name Identifier: 0000 0000 3107 8864
- Library of Congress Control Number: n87931471
- Nationale Bibliotheek van Israël: 987007376845405171
- Nederlandse Thesaurus van Auteursnamen: 069858845
- Système universitaire de documentation: 267024592
- Virtual International Authority File: 38449087
- WorldCat: E39PBJm9f4mK73D9f9bKDF8Hmd